# Nicolas Lebourg
Pour les articles homonymes, voir Lebourg.
Nicolas Lebourg, né en 1974, est un historien français. Chercheur au Centre d’études politiques de l'Europe latine (CEPEL) à l'université de Montpellier, il est spécialiste de l'extrême droite. Il est membre du Project on the Transnational History of the Far Right de l'Institute for European, Russian and Eurasian Studies (IERES) à l'université George-Washington.

## Biographie
Issu d’une famille de gauche, Nicolas Lebourg indique avoir choisi d'étudier l'extrême droite après avoir été choqué par une caricature antisémite de Laurent Fabius en couverture de Minute en 1992.
Il étudie la sociologie à Aix-en-Provence, puis l’histoire à Perpignan. Il soutient en 2005 une thèse d'histoire sur les nationalistes-révolutionnaires qui suscite l'intérêt du politologue Jean-Yves Camus.
Il débute comme enseignant à l'université de Perpignan de 2000 à 2015 avant de rejoindre l'université de Montpellier. Il est chargé de recherches pour le programme du mémorial du Camp de Rivesaltes entre 2006 et 2008. De 2015 à 2020, il est chercheur invité de l'Institute for European, Russian and Eurasian Studies de l'université George-Washington pour le projet Transnational History of the Far Right,. Il est le coordinateur de la chaire Citoyenneté de l'Institut d'études politiques de Saint-Germain-en-Laye entre 2019 et 2020. Il a été membre du comité de pilotage du programme Violences et radicalités militantes en France de l’Agence nationale de la recherche de 2016 à 2020.
Il a aussi participé aux programmes « Internationalisation des droites radicales. Europe Amériques » de la Maison des Sciences de l'homme en Lorraine  ; « European Fascism » à l'université George-Washington ; « The Far Right in Europe and Russia’s Role and Influence » au Carnegie Council for Ethics in International Affairs à New York ; Foundation Open Society Institute (New York) ; « Internationalisation des droites radicales en Eurasie » et « Violences et radicalités politiques » à CNRS-COSPRAD ; « Perpignan laboratoire social » à Fondation Maison des sciences de l’homme et CEPEL.
Il fédère un groupe de chercheurs travaillant sur les marges politiques (Sylvain Crépon, Gaël Brustier, Jean-Yves Camus, Stéphane François, Olivier Dard) avec le site « Fragments sur les temps présents », créé en 2008. Libre d'accès, ce dernier se réclame de l'éducation populaire. Il indique que ce groupe d'universitaires cherche à ce que le champ de recherche de l'extrême droite « arrête d’être utilisé à des fins politiciennes par la gauche morale et par la droite réac. […] Nous nous sommes mis d’accord pour balayer tout ça, pour comprendre l’objet pour ce qu’il était. »
Souvent sollicité dans les médias, il écrit régulièrement des articles pour Slate, Mediapart, Le Monde et Libération en réaction à l’actualité. Certains de ses propos lui ont valu d'être accusé de complaisance à l'égard du Front national par Sylvain Bourmeau et Philippe Marlière. La plupart des représentants et des sites d’extrême droite saluent son honnêteté intellectuelle.
En mars 2017, il est invité à déjeuner par le président François Hollande, avec Nonna Mayer, Alexandre Dézé, Olivier Dard et Jean-Claude Monod, pour évoquer l'hypothèse d'une victoire de Marine Le Pen lors de l'élection présidentielle de 2017.
En 2019, il est entendu par la Commission d'enquête sur la lutte contre les groupuscules d'extrême droite.
En 2023, il est auditionné par la Mission d'information parlementaire sur l'activisme violent.

## Prises de positions
Il milite durant les années 1990 à Ras l'front, dont il part après avoir constaté que cette organisation utilisait « de vieux logiciels gauchistes qui ne correspondaient à rien ».
Il adhère brièvement à La Gauche populaire, think tank proche du Parti socialiste créé en 2012 qui plaide pour une meilleure prise en compte des attentes des catégories populaires. Il le quitte sur un désaccord.
Le collectif informel réuni autour de son blog « Fragments sur les temps présents » fournit en 2014 la base de l'Observatoire des radicalités politiques (ORAP) de la Fondation Jean-Jaurès. Il quitte l'ORAP en 2017.
En 2016, il publie Lettres aux Français qui croient que cinq ans d’extrême droite remettraient la France debout (Éditions Les Échappés). L'ouvrage rassemble dix lettres adressées à dix électeurs types du Front national auxquels il se refuse à donner des conseils de vote, nées de ce qu'il dit être sa « lassitude » face aux polémiques politiques.
À la suite d'une tribune sur Atlantico publiée par Benoît Rayski, qu'il juge incroyablement raciste, il refuse de s'exprimer sur le site.
En mai 2018, en réponse au manifeste contre le nouvel antisémitisme, il signe la tribune « La lutte contre l'antisémitisme doit être l'affaire de tous », qui paraît dans Le Parisien. Deux ans plus tard, il fait partie des cosignataires d'un appel, initié par SOS Racisme, et rassemblant personnalités, associations antiracistes et partis de gauche, demandant au gouvernement d'initier un chantier de prévention des racismes au sein des forces de l'ordre.

## Publications
- Le Monde vu de la plus extrême droite. Du fascisme au nationalisme-révolutionnaire, Presses universitaires de Perpignan, Perpignan, 2010, 262 p.
- François Duprat, L’homme qui inventa le Front national, avec Joseph Beauregard, éditions Denoël, Paris, 2012, 382 p.[16]
- Dans l’ombre des Le Pen. Une histoire des no 2 du Front national, avec Joseph Beauregard, éditions Nouveau Monde, Paris, 2012, 391 p.
- Mort aux bolchos. Un siècle d’affiches anticommunistes, Les Échappés, Paris, 2012, 144 p.
- Perpignan, une ville avant le Front national, avec Jérôme Fourquet et Sylvain Manternach, Fondation Jean-Jaurès, Paris, 2014, 134 p.
- Aux Racines du FN. L’histoire du mouvement Ordre Nouveau, préface de Jean-Yves Camus, avec Jonathan Preda et Joseph Beauregard, Fondation Jean-Jaurès, Paris, 2014, 122 p.
- Rivesaltes. Le Camp de la France de 1939 à nos jours, préface de Philippe Joutard, avec Abderahmen Moumen, Trabucaire, Perpignan, 2015
- Les Droites extrêmes en Europe (avec Jean-Yves Camus), Paris, éditions du Seuil, 2015, 313 p. (ISBN 978-2-02-109086-4, présentation en ligne)[17]
- Mutations et diffusions de l’altérophobie. De « l’inégalité des races » aux concurrences identitaires, avec Stéphane François, Presses universitaires de Valenciennes, Valenciennes, 2016
- Lettre aux Français qui croient que 5 ans d'extrême droite remettraient la France debout, Les Échappés, 2016, 132 p. (ISBN 978-2357661240)
- La Nouvelle Guerre d’Algérie n’aura pas lieu, avec Jérôme Fourquet, Paris, Fondation Jean-Jaurès, 2017
- Les nazis ont-ils survécu ? : enquête sur les internationales fascistes et les croisés de la race blanche, Paris, éditions du Seuil, 2019, 320 p. (ISBN 978-2021413717)[18]

### Direction d'ouvrage
- Avec Isabelle Sommier, La Violence des marges politiques des années 1980 à nos jours, Paris, Reveneuve, 2018

## Documentaires
- François Duprat. Une histoire de l’extrême droite, de Joseph Beauregard et Nicolas Lebourg, 2011[19],[20]
- Jacques Doriot, le petit Führer français (conseiller historique), de Joseph Beauregard, 2018[21]
- Le Grand Remplacement, histoire d’une idée mortifère, de Nicolas Lebourg et Thomas Zribi, 2022[22]